# Ida af Lorraine
Ida af Lorraine (også Ida af Boulogne; c. 1040 – 13. april 1113) var en helgen og adelsdame.

## Familie
Hun blev født i Bouillon, Ardennerne, i det sydlige Belgien, datter af Gottfried af Niederlothringen og hans kone Beatrix af Lothringen. I 1057 giftede hun sig med Eustace af Boulogne. Sammen fik de tre sønner:
- Eustace af Boulogne, den næste greve af Boulogne
- Godfred af Bouillon, den første konge af Kongeriget Jerusalem
- Baldwin af Jerusalem, anden konge af Jerusalem.

Ida nægtede at bruge amme til sine sønner. I stedet ammede hun dem selv for at de ikke skulle korrumperes af ammens dårlige moral. Da de drog på korstog, bidrog hun til udgifterne dertil.

## Liv
Ida var religiøs aktiv og involveret i godgørende arbejde. Med sin mands død fik hun midlerne og friheden til at realisere flere af sine projekter. Hun grundlagde en række klostre:
- Sankt-Wulmer i Boulogne[6][1]
- Vor Frues kapel [1]
- Sankt-Bertin[1]
- Kloster Cappelle [7]
- Klosteret Le Wast [7]

Hun opretholdt en brevkorrespondance med Anselm af Canterbury. Nogle af Anselm's breve til Ida er overbevaret. 
Hun blev i tiltagende grad involveret i kirkens arbejde, om end hun tilsyneladende ikke selv blev en benediktinernonne, men at hun var en sekulær oblat i Benediktinerordenen.

## Død og begravelse
Ida døde den 13. april 1113, som er den dato hun æres. Traditionelt har hendes begravelsessted været angivet som Klosteret Sankt-Vaast. I 1669 blev hendes jordiske rester flyttet til Paris og i 1808 til Bayeux.